# Allium pictistamineum
Allium pictistamineum är en amaryllisväxtart som beskrevs av Otto Karl Anton Schwarz. Allium pictistamineum ingår i släktet lökar, och familjen amaryllisväxter. Inga underarter finns listade i Catalogue of Life.